# Tres perlas

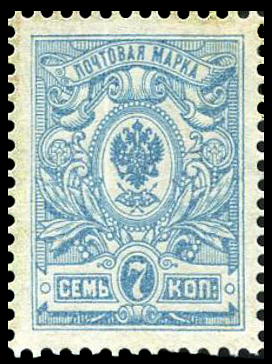
Tres perlas. Rusia, 1908.

Tres perlas (del ruso: 'Три жемчужины') es el nombre filatélico de una variedad muy escasa de sello postal del Imperio ruso de una emisión de la serie XVII (1908), de 7 kopeks.

## Descripción
La estampilla se imprimió por tipografía con tinta azul en papel blanco con el control de grilla.
Pequeñas desviaciones de la serie de estampillas en los componentes de la imagen. Se denominó por las tres perlas en los círculos “las perlas” en lugar de cuatro, ubicadas de izquierda a derecha entre el marco con indicación del valor facial y ornamento, que enmarca el óvalo central con el escudo de armas. De acuerdo a su diferencia más simple determina su rareza. Diferencias básicas se exponen en la tabla:
| Diferencias elementales en la figura entre las “Tres perlas” y el sello de serie XVII, de 7 kopeks                                          |                                                      |                                                     |
| |                                                      |                                                     |
| Componente de la imagen | Sello de serie                                       | «Tres perlas»                                       |
| Cantidad de cuentas (perlas) entre el borde con indicación de valor facial y parte inferior de la ornamentación, que rodea el óvalo central | По 4 de cada lado («а»)                              | 3 de cada lado («б»)                                |
| inscripción superior «Почтовая марка» (sello postal)                                                                                        | Menor altura — 0,9 mm («в»)                          | superior — 1,1 mm («г»)                             |
| Ornamentación del lado izquierdo de la cinta con la inscripción «Почтовая марка»                                                            | 3 líneas («д»)                                       | 2 viñetas en espiral («е»)                          |
| Signo después de la palabra «КОП» (kopeks)                                                                                                  | punto («ж»)                                          | punto y coma («з»)                                  |
| valor facial — cifra «7» | ancho («и»)                                          | estrecho («к»)                                      |
| Líneas en la parte media de la ornamentación arriba del óvalo central                                                                       | La parte media de la ornamentación se traslapa («л») | no alcanza la parte media de la ornamentación («м») |

Junto a la variedad “tri schemchuschini”, se conocen dos formas de estampillas de prueba con “tres perlas”, que difieren de rarezas en términos de ausencia de control de grilla (1a forma) en términos de azul oscura, que se asemeja en color del sello de 10-kopek de la misma serie.
Estampillas de prueba se imprimieron en pliegos pequeños, cuya dimensión corresponde al cuarto de pliego comercial.
Sobre este pliego solo 20 estampillas en lugar de un promedio de 25 (3er) número vertical de la plieguito quedó sin llenar. En dos filas de la izquierda la impresión se ubican normalmente, mientras que en las dos derechas se ubican en 180°, formando un tête-bêche.
Poco después de entrar al mercado, se descubrió que en pliegos separados había detalles en las imágenes de tres estampillas. Lo que se explicaba porque la imprenta en San Petersburgo casi nunca se incluía tres planchas, preparadas de acuerdo al cliche intermedio. Aunque este error fue revelado por la misma imprenta 15 a 20 ejemplares salieron a la venta. En la rotación de 1908 a 1909 entraba una estampilla estándar al Imperio Ruso 17ma emisión, reemplazando las emisiones de los años 1889-1905. Las estampillas nuevas caracterizadas por imágenes y papeles, y por el control de grilla. En las comúnmente usadas de 7 kopek merece mención la emitida en diciembre de 1908.

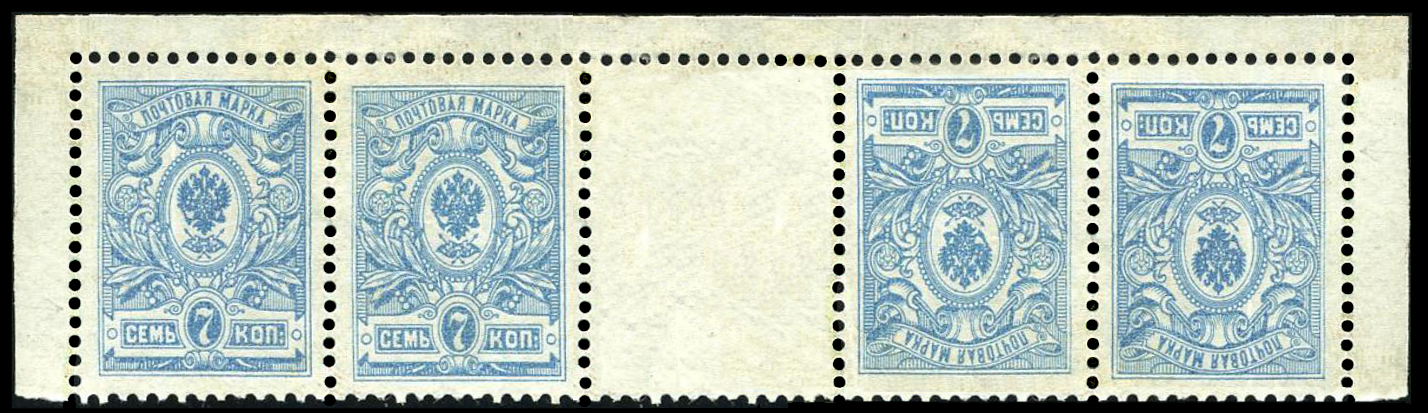
Pruebas. Tête-bêche